# Serghei Marghiev
Serghei Marghiev (né le 6 novembre 1992 à Vladikavkaz) est un athlète moldave spécialiste du lancer de marteau.

## Biographie
Médaillé d'argent lors des championnats d'Europe juniors de 2011, il participe aux Jeux olympiques de 2012 où il se classe 31e des qualifications.
Il remporte les Championnats des Balkans 2013 et 2014 avant de se qualifier pour les Championnats d'Europe 2014 à Zurich où il termine 9e de la finale. 
En mai 2015, il porte le record de Moldavie à 78,72 m lors des Championnats de Moldavie. La même année, il termine 2e des Championnats des Balkans. 
En 2016, après avoir terminé une nouvelle fois 2e des Championnats des Balkans, il atteint la finale des Championnats d'Europe d'Amsterdam où il finit à la 8e place. Aux Jeux Olympiques de Rio, il se classe 10e de la finale avec un jet à 74,14 m.
Aux Championnats du Monde 2017 de Londres, il termine 8e de la finale avec un lancer mesuré à 75,87 m. Le 25 août 2017, il remporte la médaille de bronze de l'Universiade de Taipei avec 74,98 m.
Il est quintuple champion de Moldavie du lancer de marteau de 2013 à 2017.

### Vie privée
C'est le frère cadet de Zalina Marghieva, suspendue pour dopage entre 2013 et 2015 et de Marina Marghieva suspendue également pour dopage entre 2012 et 2014. 

## Palmarès
| Date | Compétition                       | Lieu           | Résultat | Marque  |
| ---- | --------------------------------- | -------------- | -------- | ------- |
| 2010 | Championnats du monde juniors     | Moncton        | 7e       | 66,56 m |
| 2011 | Championnats d'Europe juniors     | Tallinn        | 2e       | 76,60 m |
| 2013 | Universiade                       | Kazan          | 8e       | 72,99 m |
| 2013 | Championnats d'Europe espoirs     | Tampere        | 5e       | 72,08 m |
| 2013 | Championnats des Balkans          | Stara Zagora   | 1er      | 73,77 m |
| 2014 | Championnats des Balkans          | Pitesti        | 1er      | 76,20 m |
| 2014 | Championnats d'Europe             | Zurich         | 9e       | 75,18 m |
| 2015 | Jeux européens                    | Bakou          | 2e       | 73,09 m |
| 2015 | Championnats des Balkans          | Pitesti        | 2e       | 75,83 m |
| 2015 | Universiade                       | Kwangju        | 4e       | 73,65 m |
| 2016 | Championnats des Balkans          | Pitesti        | 2e       | 74,89 m |
| 2016 | Championnats d'Europe             | Amsterdam      | 8e       | 73,21 m |
| 2016 | Jeux olympiques                   | Rio de Janeiro | 10e      | 74,14 m |
| 2017 | Championnats d'Europe par équipes | Tel Aviv       | 1er      | 73,37 m |
| 2017 | Championnats du monde             | Londres        | 8e       | 75,87 m |
| 2017 | Universiade                       | Taipei         | 3e       | 74,98 m |
| 2018 | Championnats des Balkans          | Stara Zagora   | 3e       | 72,30 m |
| 2018 | Championnats d'Europe             | Berlin         | 8e       | 74,47 m |
| 2019 | Championnats d'Europe par équipes | Skopje         | 1er      | 73,54 m |

## Records
| Épreuve           | Performance  | Lieu     | Date        |
| ----------------- | ------------ | -------- | ----------- |
| Lancer du marteau | 78,72 m (RN) | Chisinau | 30 mai 2015 |